# هنري لامب
هنري لامب (بالإنجليزية: Henry Lamb)‏ هو رسام أسترالي، ولد في 21 يونيو 1883 في أديلايد في أستراليا، وتوفي في 8 أكتوبر 1960 في سالزبوري في المملكة المتحدة.